# Gerard Vloedbeld (1884-1961)
Gerard B. Vloedbeld (Ambt Almelo, 9 maart 1884 – Almelo, 17 november 1961) was een Nederlands schrijver. Hij was bovendien actief in de Twentse taalbeweging. Hij schreef een enorme hoeveelheid artikelen en verhalen over de geschiedenis en folklore van Twente.

## Levensloop
Hij werd meestal aangesproken met 'Meester Vloedbeld', hetgeen te maken had met zijn eigenlijke beroep van hoofdonderwijzer dat hij gedurende veertig jaar in Almelo uitoefende. Vanaf 1907 schreef hij in de Twentsche Courant. Toen de Twentsche Courant werd verkocht en naar Oldenzaal verhuisde miste katholiek Almelo de eigen krant. Vloedbeld begon daarom in 1921, met hulp van drukker Lulof, de uitgave De Nieuwe Twentsche en Almelosche Courant, waarvan de kolommen voor een belangrijk deel door hem zelf werden gevuld. Zo werd hij behalve onderwijzer ook journalist. Hij had al enige faam verworven als kenner van de geschiedenis van Twente en ontwikkelde zich ook als streektaalschrijver en bevorderaar van oude Twentse gebruiken en de Twentse Sproake.
Hij trok op het einde van de jaren dertig fel van leer tegen het nazidom en daarom werd de krant in 1941 door de bezetter verboden. In die tijd begon hij literaire werken over te zetten in de streektaal om te bewijzen dat het Twents een "volledige taal" is waarin je ook literatuur kunt scheppen. Hij wordt daarom ook gezien als de eerste echte bouwer aan de Twentse taal. Zijn bekendste werk is het humoristische Mans Kapbaarg, 'n grootsten leugenbuul van 't Tukkerlaand, dat meerdere keren herdrukt is. Mans Kapbaarg werd, als een soort stripverhaal, vereeuwigd in een 150 meter lang mozaïek langs de tunnelwand in de Wierdensestraat in Almelo.
Hij vervulde veel bestuursfuncties en was onder meer oprichter en eerste voorzitter van de Twentse Schrieverskring en redacteur van Twenterlaand en -Leu en -Spraoke.